# Jonathan Álvarez
Jonathan Álvarez (Medellín, Valle de Aburrá, Colombia, 27 de junio de 1987) es un futbolista colombiano. Juega como mediocentro ofensivo.

## Trayectoria
Debutó en el año 2003 jugando para el Envigado F. C.. Tuvo un paso por el fútbol brasileño jugando para el Internacional en 2008. Volvió al fútbol colombiano para jugar con el Deportivo Pereira y luego jugó en el Deportivo Bello de la segunda división del fútbol colombiano. A los seis meses renuncia por falta de pago y tan solo un mes después es fichado por el Deportivo Cali que adquirió los derechos federativos y económicos del jugador.
En el Deportivo Cali encajó bien dentro de la estructura del equipo y de su afición quienes lo veían como la nueva figura. Marcó 4 goles y 2 de ellos al antiguo equipo y eterno rival el América de Cali, esos goles sirvieron para que el Deportivo Cali derrotara en condición de visitante 2-1 al América de Cali y lo dejara empatado en puntos en la tabla del descenso con el Envigado F. C. y Millonarios quienes estaban en zona de promoción.
En el 2011-2 Jugó para Atlético Nacional donde, por bajo rendimiento, se quedó sin cupo dentro de la titular para la campaña de 2012, migrando así al Club Deportivo Atlético Huila. Jonathan volvería al Atlético Nacional después de rechazar una oferta del Atlético Junior, debutando el Martes 5 de agosto contra Itagüí F.C. en el empate 1 - 1.
En Nacional jugó un semestre y de allí probó su suerte en el equipo capitalino La Equidad donde, después de su paso fallido, el jugador paisa recaló nuevamente en su club de origen Envigado F. C. donde a pesar de ser titular, no caló exitosamente en el equipo naranja buscando nuevos rumbos en el. Es un jugador de reconocido talento individual y técnico, pero su forma física y su falta de continuidad y de oportunidades en los equipos que milita, han opacado su carrera profesional.
El 14 de enero de 2018 es confirmado su traspaso al Club Sport Huancayo de la Primera División del Perú.

## Clubes
| Club                | País                | Temporada           | Partidos | Goles' |
| ------------------- | ------------------- | ------------------- | -------- | ------ |
| Envigado F. C.      | Colombia            | 2003-2007           | 13       | 1      |
| Internacional       | Brasil              | 2008                | 0        | 0      |
| Deportivo Rionegro  | Colombia            | 2009                | 33       | 12     |
| América de Cali     | Colombia            | 2010                | 10       | 2      |
| Deportivo Cali      | Colombia            | 2010-2011           | 42       | 13     |
| Atlético Nacional   | Colombia            | 2011                | 19       | 1      |
| Atlético Huila      | Colombia            | 2012                | 18       | 4      |
| Atlético Nacional   | Colombia            | 2012                | 7        | 1      |
| Junior              | Colombia            | 2013                | 18       | 1      |
| La Equidad          | Colombia            | 2013                | 15       | 0      |
| Envigado F.C.       | Colombia            | 2014                | 34       | 7      |
| Once Caldas         | Colombia            | 2015                | 14       | 1      |
| Rionegro Águilas    | Colombia            | 2016                | 20       | 2      |
| América de Cali     | Colombia            | 2016-2017           | 34       | 2      |
| Alianza Petrolera   | Colombia            | 2017                | 11       | 1      |
| Sport Huancayo      | Perú                | 2018                | 5        | 0      |
| Juventude           | Brasil              | 2019                | 1        | 0      |
| Total en su carrera | Total en su carrera | Total en su carrera | 293      | 48     |

## Palmarés

### Campeonatos nacionales
| Título                | Club              | País     | Año  |
| --------------------- | ----------------- | -------- | ---- |
| Copa Colombia         | Deportivo Cali    | Colombia | 2010 |
| Superliga de Colombia | Atlético Nacional | Colombia | 2012 |
| Copa Colombia         | Atlético Nacional | Colombia | 2012 |
| Categoría Primera B   | América de Cali   | Colombia | 2016 |